# (528219) 2008 KV42
(528219) 2008 KV42 – planetoida z grupy obiektów transneptunowych lub centaurów.

## Odkrycie i nazwa
Została odkryta 31 maja 2008 roku przez Bretta Gladmana, Johna Kavelaarsa oraz Jeana-Marca Petita. Planetoida nie ma jeszcze nazwy własnej, a jedynie oznaczenie tymczasowe. Obiekt otrzymał też nieoficjalną nazwę Drac (skrót od Dracula).

## Orbita
(528219) 2008 KV42 okrąża Słońce w ciągu ok. 273 lat w średniej odległości ok. 42 j.a. Orbita planetoidy jest nachylona pod kątem 103,4° do płaszczyzny ekliptyki. Dodatkowo porusza się on ruchem wstecznym, co wskazuje, że obiekt ten może należeć do Obłoku Oorta.